# Clarkston (Georgia)
Clarkston è una città degli Stati Uniti d'America, situata nello Stato della Georgia e in particolare nella contea di DeKalb.